# Chrudim
Chrudim (Duits: Crudim) is een stad (Město) in oostelijk Bohemen, in de regio Pardubice van de Tsjechische Republiek. Het maakt deel uit van het district Chrudim. Chrudim telt 22.996 inwoners (2014).

## Geschiedenis
De oudste archeologische vondsten in dit gebied gaan terug tot 5000 voor Christus. Diverse culturen vestigden zich in het gebied van het tegenwoordige Chrudim. 
De stad Chrudim werd gesticht vóór 1276 en spoedig hierna werd het een zogenaamde ‘bruidsschatstad’ voor de Boheemse koninginnen. Tijdens de regering van Maria Theresia van Oostenrijk, werd Chrudim het centrum van het gebied en, in 1751, de zetel van diverse regionale instanties.
De 18de en vooral de 19de eeuw brachten een sterke ontwikkeling. Het middeleeuwse stadspatroon van het historische hart van de stad en haar voorsteden konden de groei niet meer aan. Aan het eind van de 19de eeuw bereikte de bevolking het aantal van 13.000 inwoners. 
De eerste industrie bestond uit een gieterij een smederij en een schoenfabriek. Dit was het begin van verdere industrialisatie. 
In de tweede helft van de 19de eeuw kreeg het sociale leven ook een impuls. Hiervan getuigen het opmerkelijke aantal scholen en culturele en sociale organisaties. Chrudim werd hierdoor bekend als het "Athene van Oostelijk Bohemen".

## Partnerstad
- Ede (Nederland) 1993-2017[1]

## Geboren
- Jiří Magál (1977), langlaufer

## Bekende inwoners

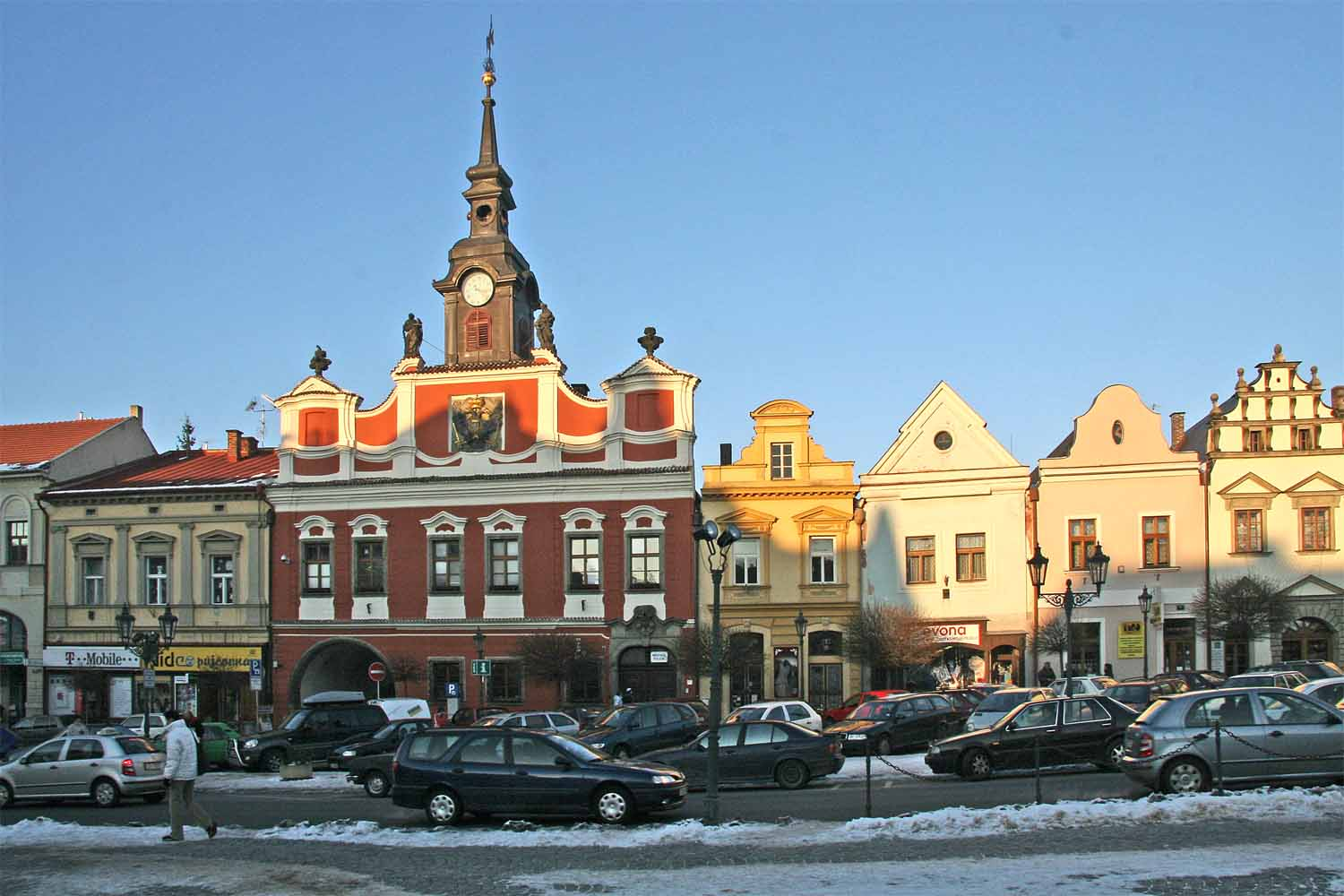
Huizen aan het Resselplein in Chrudim

- Václav Jan Křtitel Tomášek

Běstvina · Biskupice · Bítovany · Bojanov · Bor u Skutče · Bořice · Bousov · Bylany · Ctětín · Čankovice · České Lhotice · Dědová · Dolní Bezděkov · Dřenice · Dvakačovice · Hamry · Heřmanův Městec · Hlinsko · Hluboká · Hodonín · Holetín · Honbice · Horka · Horní Bradlo · Hošťalovice · Hrochův Týnec · Hroubovice · Chrast · Chroustovice · Chrudim · Jeníkov · Jenišovice · Kameničky · Kladno · Klešice · Kněžice · Kočí · Kostelec u Heřmanova Městce · Krásné · Krouna · Křižanovice · Lány · Leštinka · Libkov · Liboměřice · Licibořice · Lipovec · Lozice · Lukavice · Luže · Míčov-Sušice · Miřetice · Mladoňovice · Morašice · Mrákotín · Nabočany · Načešice · Nasavrky · Orel · Ostrov · Otradov · Perálec · Podhořany u Ronova · Pokřikov · Prachovice · Proseč · Prosetín · Předhradí · Přestavlky · Rabštejnská Lhota · Raná · Ronov nad Doubravou · Rosice · Rozhovice · Řestoky · Seč · Skuteč · Slatiňany · Smrček · Sobětuchy · Stolany · Střemošice · Studnice · Svídnice · Svratouch · Tisovec · Trhová Kamenice · Trojovice · Třemošnice · Třibřichy · Tuněchody · Úherčice · Úhřetice · Vápenný Podol · Včelákov · Vejvanovice · Vítanov · Vojtěchov · Vortová · Vrbatův Kostelec · Všeradov · Vysočina · Vyžice · Zaječice · Zájezdec · Zderaz · Žlebské Chvalovice · Žumberk